# Cedar Hills (Utah)
Cedar Hills es una localidad del condado de Utah, estado de Utah, Estados Unidos. Según el censo de 2000, la población era de 3.094 habitantes. Se estima que en 2005 tenía 7.790 habitantes. La ciudad creció rápidamente durante los años 1990. Ese rápido crecimiento continúa hoy en día. En porcentaje, tiene el mayor crecimiento en Utah en los años 1990. Su población en 1990 era de tan solo 708 habitantes. Se encuentra al este de las ciudades de Alpine y Highland, en la ladera del monte Timpanogos. Entre los años 2000 y 2005, la ciudad subió del puesto 82 al 54 como población más grande en Utah.

## Geografía
Cedar Hills se encuentra en las coordenadas 40°24′36″N 111°45′27″O / 40.41000, -111.75750.
Según la oficina del censo de Estados Unidos, la población tiene un área total de 5,1 km². No tiene superficie cubierta por agua.

## Demografía
Según el censo de 2000, había 3.094 habitantes, 695 casas y 658 familias residían en la ciudad. La densidad de población era 606,4 habitantes/km². Había 721 unidades de alojamiento con una densidad media de 141,3 unidades/km².
La máscara racial de la ciudad era 97,09% blanco, 0,10% afroamericano, 0,29% indio americano, 0,52% asiático, 0,19% de las islas del Pacífico, 0,52% de otras razas y 1,29% de dos o más razas. Los hispanos o latinos de cualquier raza eran el 1,94% de la población.
Había 695 casas, de las cuales el 76,8% tenía niños menores de 18 años, el 89,1% eran matrimonios, el 4,3% tenía un cabeza de familia femenino sin marido, y el 5,3% no eran familia. El 4,9% de todas las casas tenían un único residente y el 1,4% tenía solo residentes mayores de 65 años. El promedio de habitantes por hogar era de 4,44 y el tamaño medio de familia era de 4,58.
El 44,0% de los residentes era menor de 18 años, el 7,2% tenía edades entre los 18 y 24 años, el 30,4% entre los 25 y 44, el 10,4% entre los 45 y 64, y el 3,0% tenía 65 años o más. La media de edad era 18 años. Por cada 100 mujeres había 101,4 hombres. Por cada 100 mujeres de 18 años o más, había 96,6 hombres.
El ingreso medio por casa en la ciudad era de 62.688$, y el ingreso medio para una familia era de 63.625$. Los hombres tenían un ingreso medio de 52.813$ contra 32.708$ de las mujeres. Los ingresos per cápita para la ciudad eran de 16.319$. Aproximadamente el 3,8% de las familias y el 4,5% de la población estaban por debajo del nivel de pobreza, incluyendo el 5,1% de menores de 18 años y el 5,7% de mayores de 65.